# ウズマジン
ウズマジンは、タカラトミーが発売していたトレーディングカードゲーム。

## 概要
マジック:ザ・ギャザリングやデュエル・マスターズなどを開発したウィザーズ・オブ・ザ・コーストが開発。
カード本体はクリアカードとなっており、カードの外縁部に数値が記入される。これによりカードを重ねた場合でも下のカードの視認性が図られる。

## メディアミックス
『ウズマジン』
『月刊コロコロコミック』30周年記念作品として同誌2007年3月号より連載を開始した。おおせよしお作。